# Wanzen
Wanzen (Heteroptera) sind Insekten und bilden eine Unterordnung in der Ordnung der Schnabelkerfe (Hemiptera). Von den weltweit etwa 40.000 bekannten Arten leben in Europa ca. 3000 und in Deutschland 889.
Wanzen zeichnen sich durch eine sehr hohe Vielfalt in Formen, Lebensweise und Lebensräumen aus: Es existieren Pflanzensauger, eine Reihe von räuberisch lebenden Arten, aber auch Ektoparasiten wie die Bettwanze. Sie leben in den verschiedensten Biotopen, unter anderem auf Wiesen, an Waldrändern, im Wald und in menschlichen Wohnungen.

## Lebensraum und Verbreitung
Wanzen sind weltweit verbreitet. Es gibt kaum Lebensräume, in denen keine Wanzen existieren. Die einzelnen Arten können unterschiedlich stark ausgeprägte Standortsansprüche aufweisen. Allgemein sind die meisten Wanzenarten wärme- und trockenheitsliebend (xerothermophil). Einige Arten bevorzugen feuchtere Standorte (hygrophil), andere leben in Mooren (tyrphophil), in Sandlebensräumen (psammophil) oder in Salzlebensräumen (halophil). Es gibt außerdem aquatische Arten, die im Wasser leben, sowie epineustische Arten, welche auf der Wasseroberfläche existieren. Einige Arten aus der Familie Meerwasserläufer (Halobatinae), Gattung Halobates, leben als einzige Insekten sogar permanent auf dem offenen Ozean.

## Anatomie der Wanzen
Wanzen bestehen wie alle Insekten aus drei Körperabschnitten, die ihrerseits aus drei oder mehr einzelnen Segmentabschnitten zusammengesetzt sind: Kopf (Caput), Brust (Thorax) und Hinterleib (Abdomen).

### Kopf

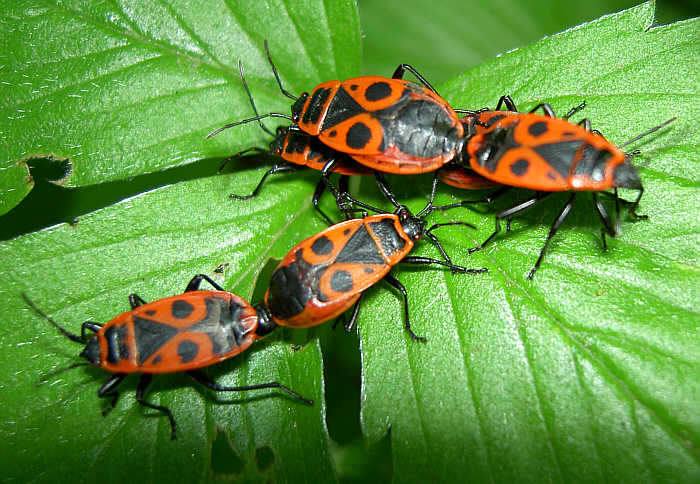
Gemeine Feuerwanzen (Pyrrhocoris apterus) beim Paaren

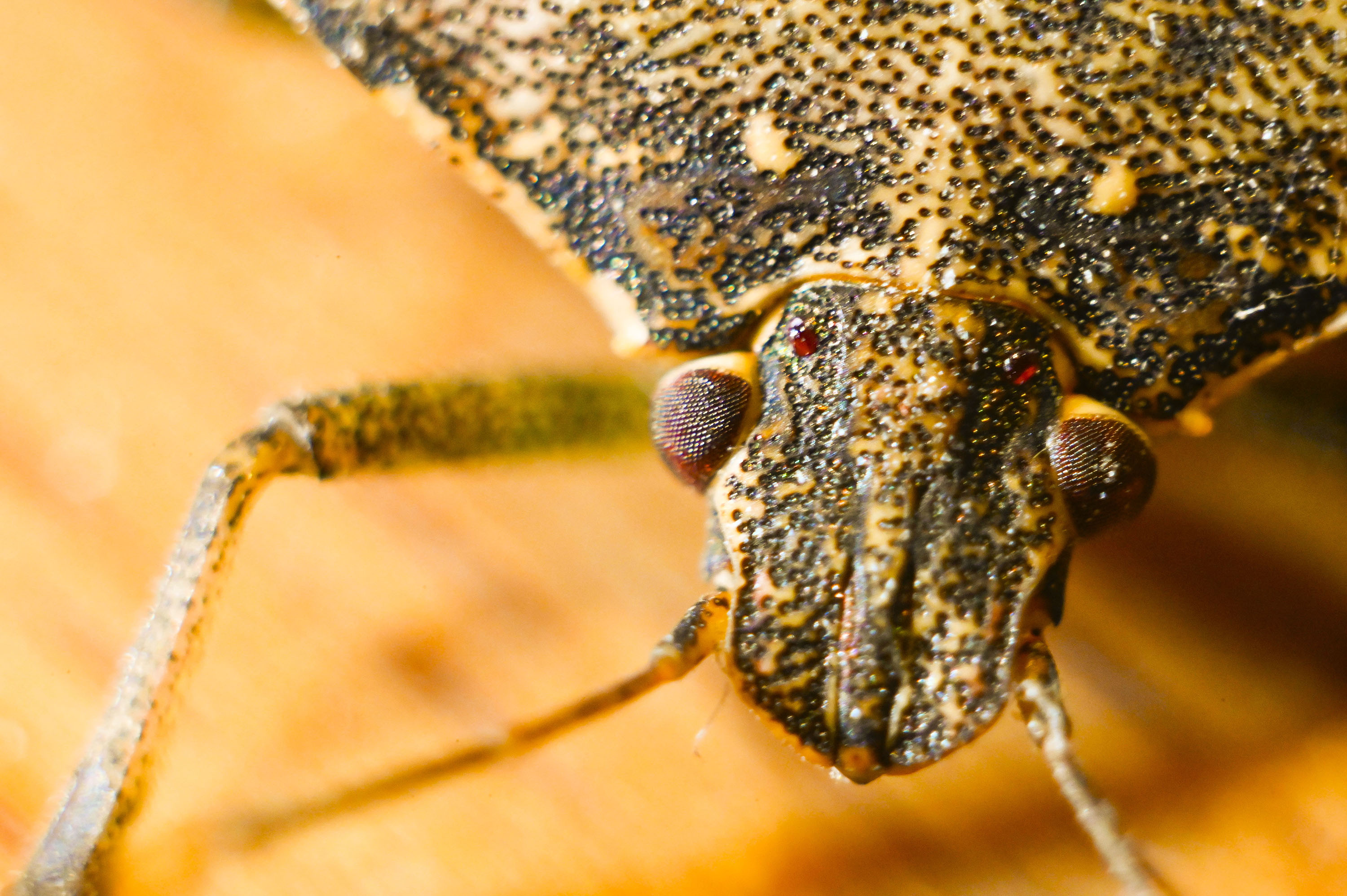
Portrait einer Baumwanze

Alle zu den Wanzen gehörenden Gruppen sind durch einen Saugrüssel gekennzeichnet. Dieser ist nicht wie bei den Zikaden (Auchenorrhyncha) und Pflanzenläusen (Sternorrhyncha) in den Kehl- beziehungsweise Brustbereich verlagert, sondern sitzt direkt am Kopfbereich an. Am Kopf befinden sich meist viergliedrige Fühler oder Antennen. Bei einigen Arten wie den Bodenwanzen (Lygaeidae) und den Erdwanzen (Cydnidae) sind zwischen den Fühlergliedern oft verlängerte Zwischenstücke vorhanden, welche echte Glieder vortäuschen. Im Bereich des Scheitels zwischen den Komplexaugen liegen Einzelaugen (Ocellen), die bei manchen Familien fehlen können. In der Mitte vor den Komplexaugen und der Stirn befindet sich die Stirnschwiele (Clypeus). Sie wird beiderseits von den Wangen (Paraclypei) flankiert. An der Kopfunterseite befinden sich die oft eine Längsrinne bildenden Wangenplatten (Bucculae) mit dem Ansatz der Mundwerkzeuge, die einen Rüssel (Rostrum) bilden. Die stechend-saugenden Mundwerkzeuge bestehen aus einer drei- oder viergliedrigen Röhre (Labium, Unterlippe), die auf der Oberseite über eine schmale Längsrinne verfügt. Diese wird am Ansatz außen von der Oberlippe (Labrum) abgedeckt. Beiderseits inserieren Stechborsten (Mandibeln), welche an ihrer Spitze scharfe Zähnchen besitzen und mit deren Hilfe winzige Löcher in Pflanzen oder Beutetiere gebohrt werden. Die Mandibeln umgeben die Maxillen, die wiederum zwei Kanäle – einen Nahrungskanal und einen Speichelkanal – umgeben.

### Brust

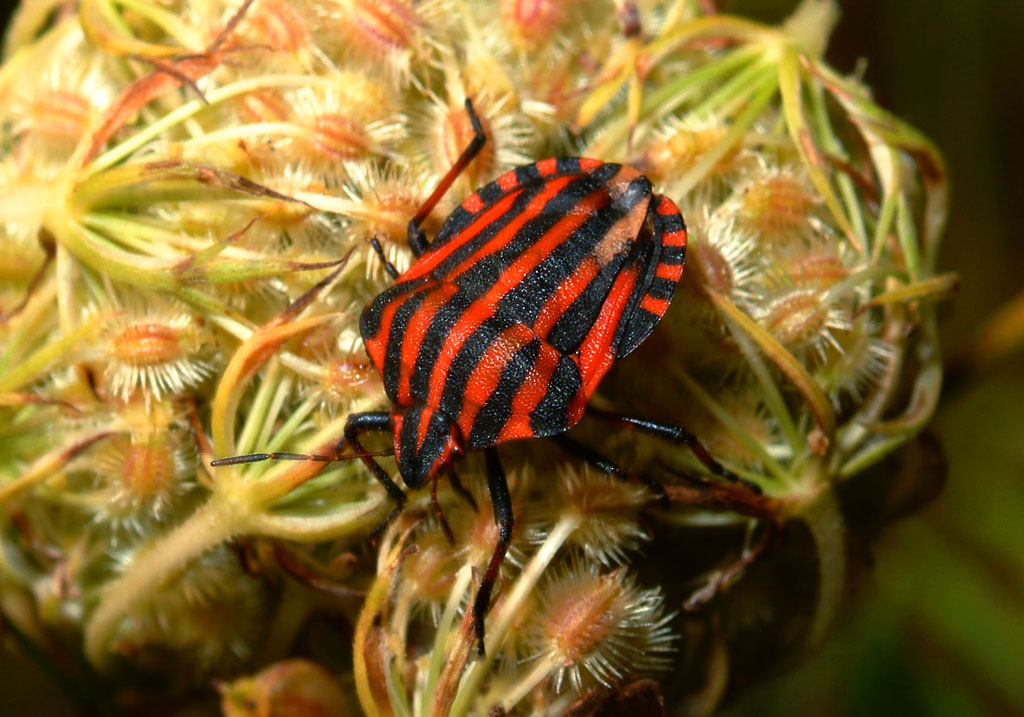
Streifenwanze (Graphosoma italicum)

Der Brustabschnitt (Thorax) ist in drei Segmente geteilt: Prothorax, Meso- und Metathorax. Jedes dieser Segmente trägt ein Beinpaar. Der Rückenteil des Prothorax wird als Halsschild (Pronotum) bezeichnet. Der Rückenteil des Mesothorax heißt Schildchen (Scutellum). Beide Elemente sind bei den verschiedenen Wanzenfamilien vielfach sehr unterschiedlich gestaltet. Das Schildchen kann bei einigen Arten, zum Beispiel bei den Schildwanzen, die Flügel bis zur Hinterleibsspitze überragen. Die entsprechenden Brustabschnitte auf der Bauchseite werden als Pro-, Meso- und Metasternum bezeichnet; die seitlichen jeweils Pro-, Meso- und Metapleuren. Die Metapleuren tragen die Öffnungen der charakteristischen Duftdrüsen der Wanzen sowie ein Paar Atemöffnungen (Stigmen). Meso- und Metathorax sind die flügeltragenden Elemente. Die Vorderflügel sind teilweise, etwa bis zu zwei Drittel, verhärtet (sklerotisiert) und bestehen aus einem harten vorderen Bereich (Corium) sowie einer häutigen hinteren Membran. Man spricht in diesem Fall von Halbdecken (Hemielytren). An der Innenseite des Coriums befindet sich ein Areal, welches als Clavus bezeichnet wird. Die Hinterflügel sind immer vollständig häutig, können aber auch fehlen. Die Beine folgen in ihrem Aufbau dem Schema der Insektenextremitäten. Sie bestehen aus der Hüfte (Coxa), dem Schenkelring (Trochanter), Schenkel (Femur), Schiene (Tibia) und Fuß (Tarsus). Der Fuß verfügt über Krallen, Haftlappen und Haare an der Spitze. In Anpassung an ihre spezifischen Lebensweisen können die Beine zu Lauf-, Sprung-, Fang- oder Schwimmbeinen umgestaltet sein.

### Hinterleib

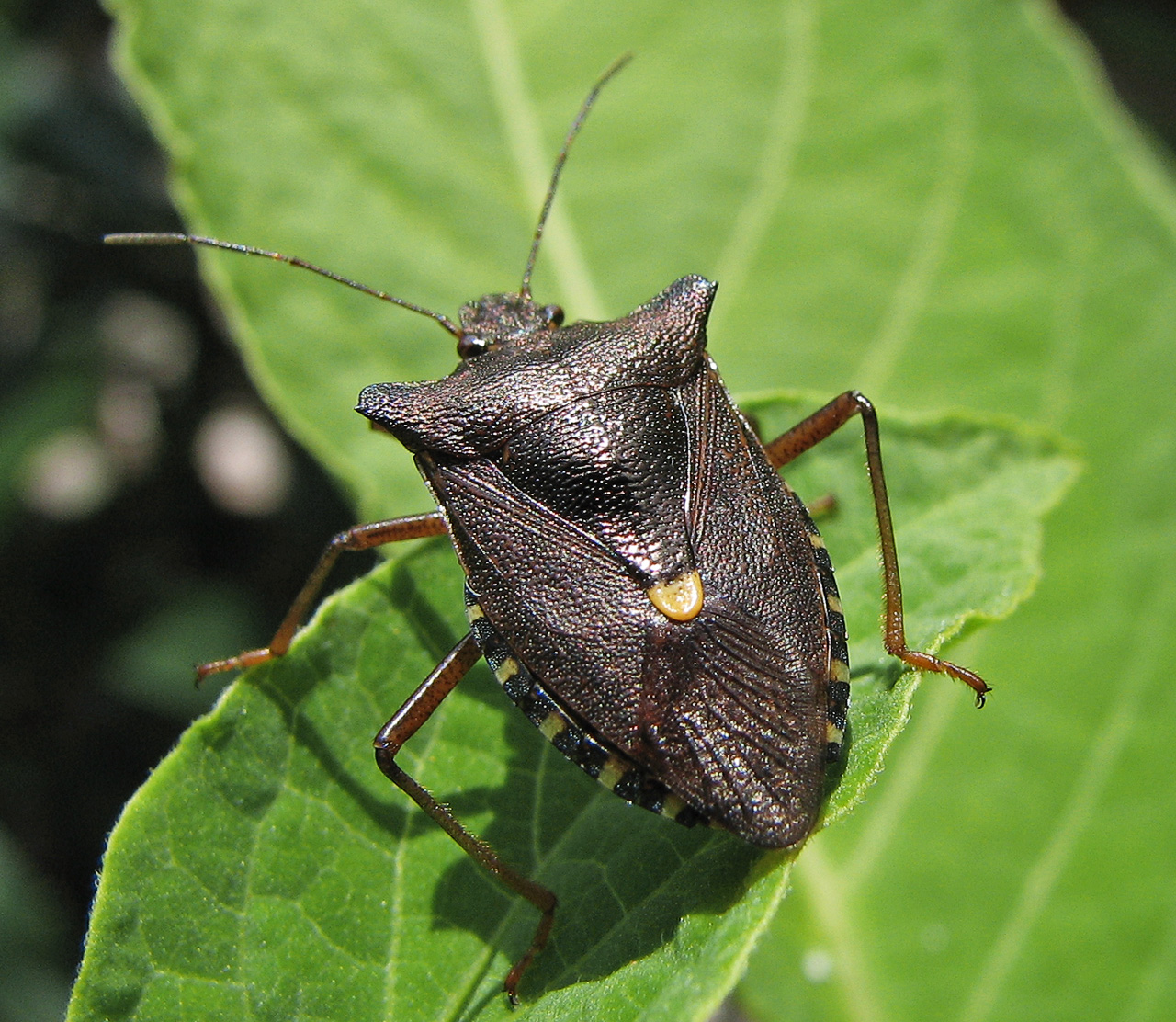
Rotbeinige Baumwanze (Pentatoma rufipes)

Der Hinterleib der Wanzen besteht aus elf Segmenten sowie dem nichtsegmentalen Endabschnitt des Telsons. Die Segmente sind mehr oder weniger stark abgeflacht. Sie bilden rückenseitig (dorsal) das Tergum beziehungsweise die einzelnen Tergite, bauchseitig (ventral) das Sternum oder die einzelnen Sternite. Die festen Tergite und Sternite sind über dehnbare Intersegmentalhäutchen miteinander verbunden. Die seitlichen Anteile der Segmente, das Connexivum, werden aus dorsalen und ventralen Laterotergiten (also vom Tergum abgeleitete Sklerite) gebildet. Sie können sehr in die Breite gehen. Deren Ausbildung und Farbmuster sind vielfach bestimmungsrelevant. Bei den Männchen ist das neunte Segment Träger der Geschlechtsorgane, welche sich bei den Weibchen auf das achte und neunte Segment verteilen. In bestimmten Segmenten liegen die Atemöffnungen (Stigmen). In der Regel sind acht Paare in den vorderen Hinterleibssegmenten ausgebildet. Bei landlebenden Wanzen sind die Atemöffnungen mit einem Verschlussapparat mit eigener Muskulatur versehen.

## Lebensweise der Wanzen

### Ernährung

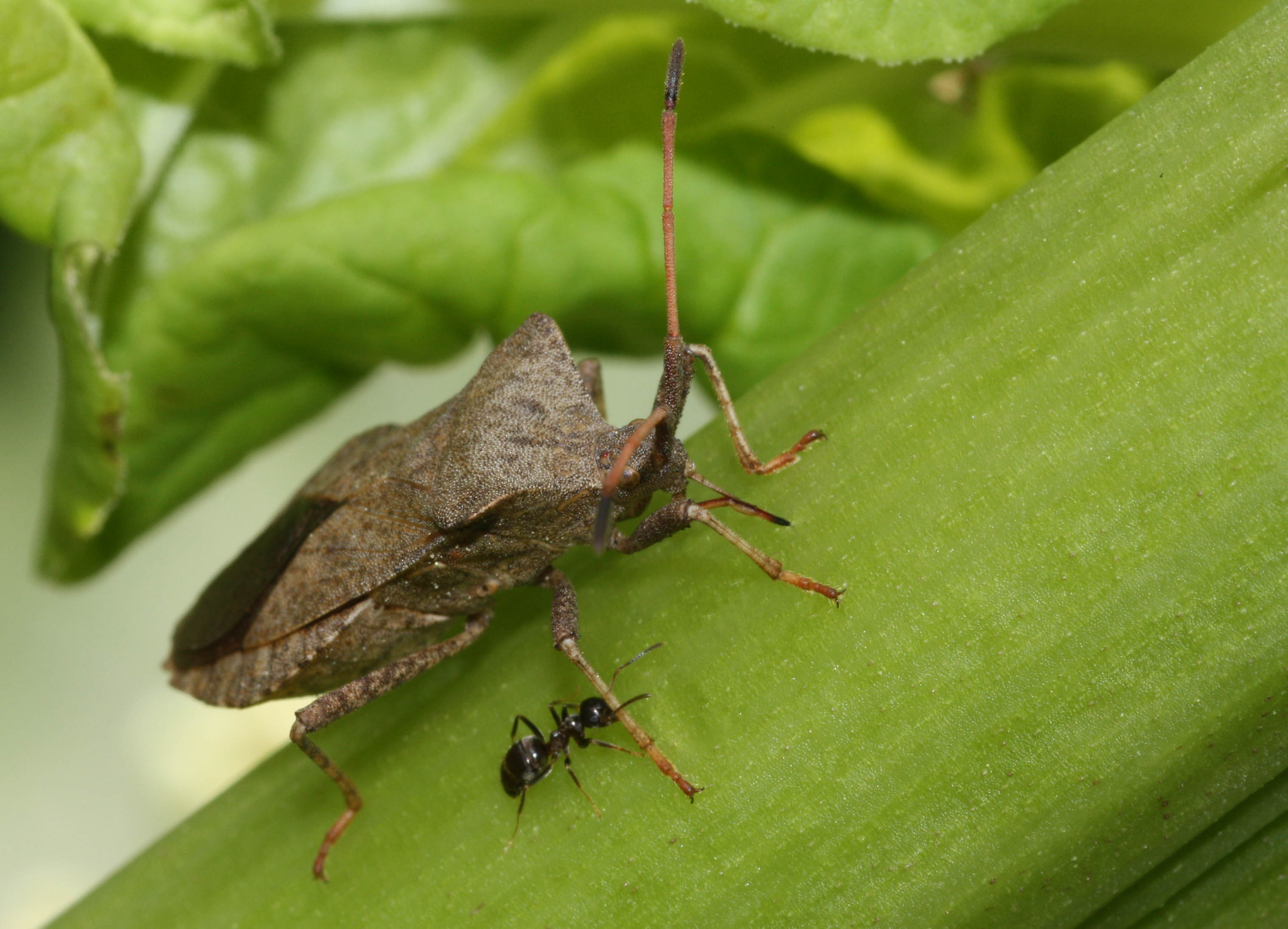
Lederwanze saugt an Rhabarber

Wanzen sind hauptsächlich Pflanzensäftesauger; es gibt jedoch auch eine Reihe von räuberisch lebenden Arten oder auch Ektoparasiten, die wie die Bettwanze (Cimex lectularius) Blut saugen.

### Fortpflanzung und Entwicklung

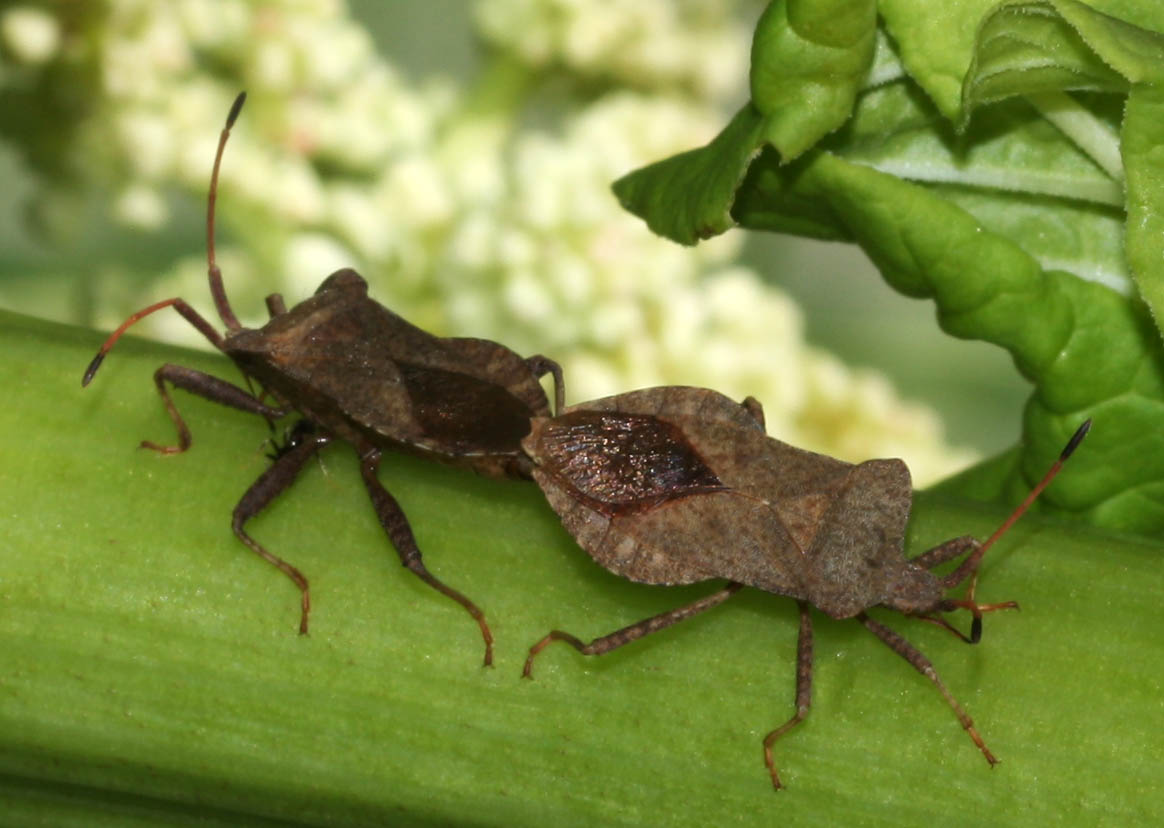
Lederwanzen (Coreus marginatus) bei der Paarung

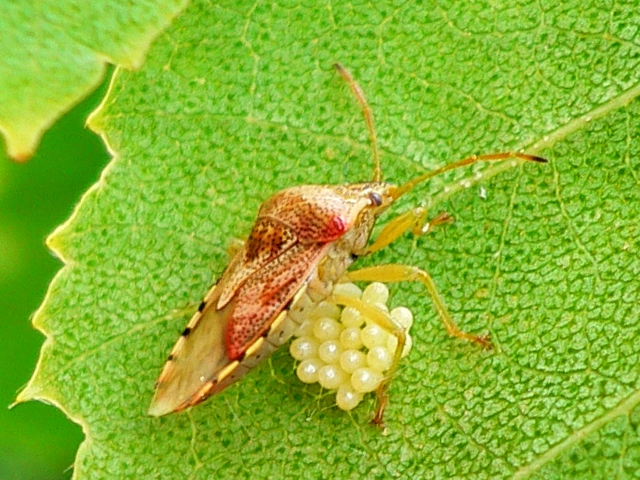
Elasmucha grisea betreibt Gelege- und Brutpflege

Die einzelnen Wanzenarten paaren sich in unterschiedlicher Weise. Die ausgefallenste ist jene der Bettwanzen, wobei das Männchen das Weibchen ohne Werbeverhalten überfällt und sofort begattet. Sichelwanzen sitzen stundenlang auf den Weibchen und umklammern es mit den Beinen. Hinterleib an Hinterleib paaren sich viele Baumwanzen (Pentatomidae), Feuerwanzen (Pyrrhocoridae), Randwanzen (Coreidae) und Stelzenwanzen (Berytidae). Netzwanzen (Tingidae) sitzen rechtwinklig zueinander. Bei den Rindenwanzen sitzt das Männchen unter den Weibchen.
Die Weibchen etlicher Wanzenarten verfügen über einen gut ausgebildeten Legebohrer (Ovipositor). Damit werden die Eier in die Erde oder in Pflanzenteile eingebohrt. Viele Arten besitzen dagegen nur einen stark zurückgebildeten Legeapparat. Diese Arten verscharren die Eier oder kleben sie in Gruppen von meist 20 bis 30 Eiern an beispielsweise Pflanzenteile an. Die Weibchen der mediterranen Randwanze Phyllomorpha laciniata kleben ihre Eier oft auf die Flügel der Männchen. Die Weibchen mancher Arten fügen den Eipaketen spezielle Ballen zu, in denen sich symbiotische Bakterien befinden. Die frisch geschlüpften Nymphen, zum Beispiel der Kugelwanze Coptosoma scutellatum, saugen diese auf. Sie werden in einem besonderen Mitteldarmabschnitt gespeichert. Etliche Arten der Wanzen betreiben Brutpflege, beispielsweise die Fleckige Brutwanze (Elasmucha grisea). Die Eier werden von den Muttertieren bis zum Schlüpfen der Jungen und auch noch einige Zeit danach bewacht und zeitweise mit dem Körper bedeckt. Bei der tropischen Raubwanze Triatoma flavida besaugen die Jungtiere das Muttertier. Bei Gefahr wenden die Nymphen dem Angreifer ihren Hinterleibsrücken mit den Duftdrüsen entgegen.

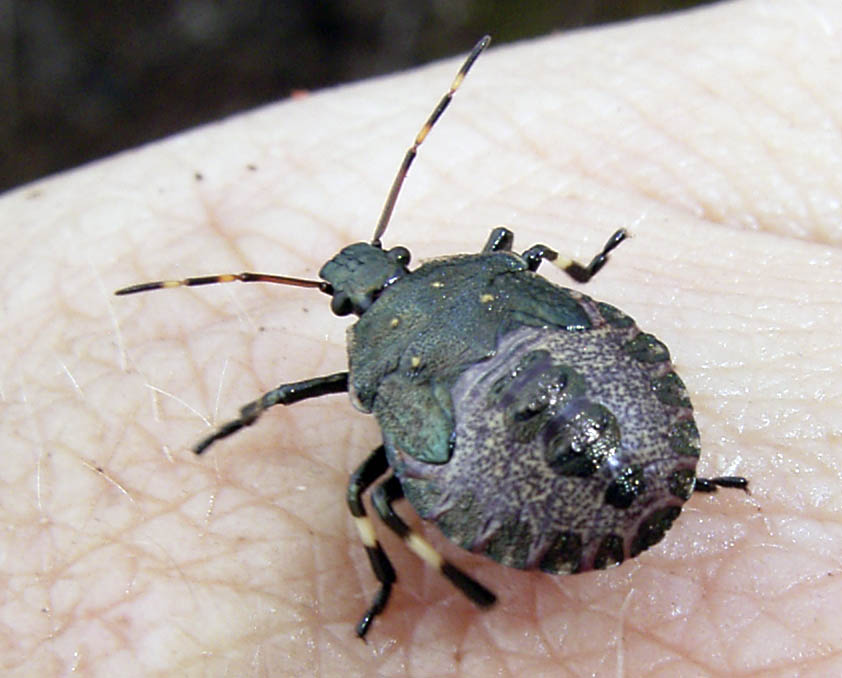
Nymphe der Zweispitzwanze (Picromerus bidens)

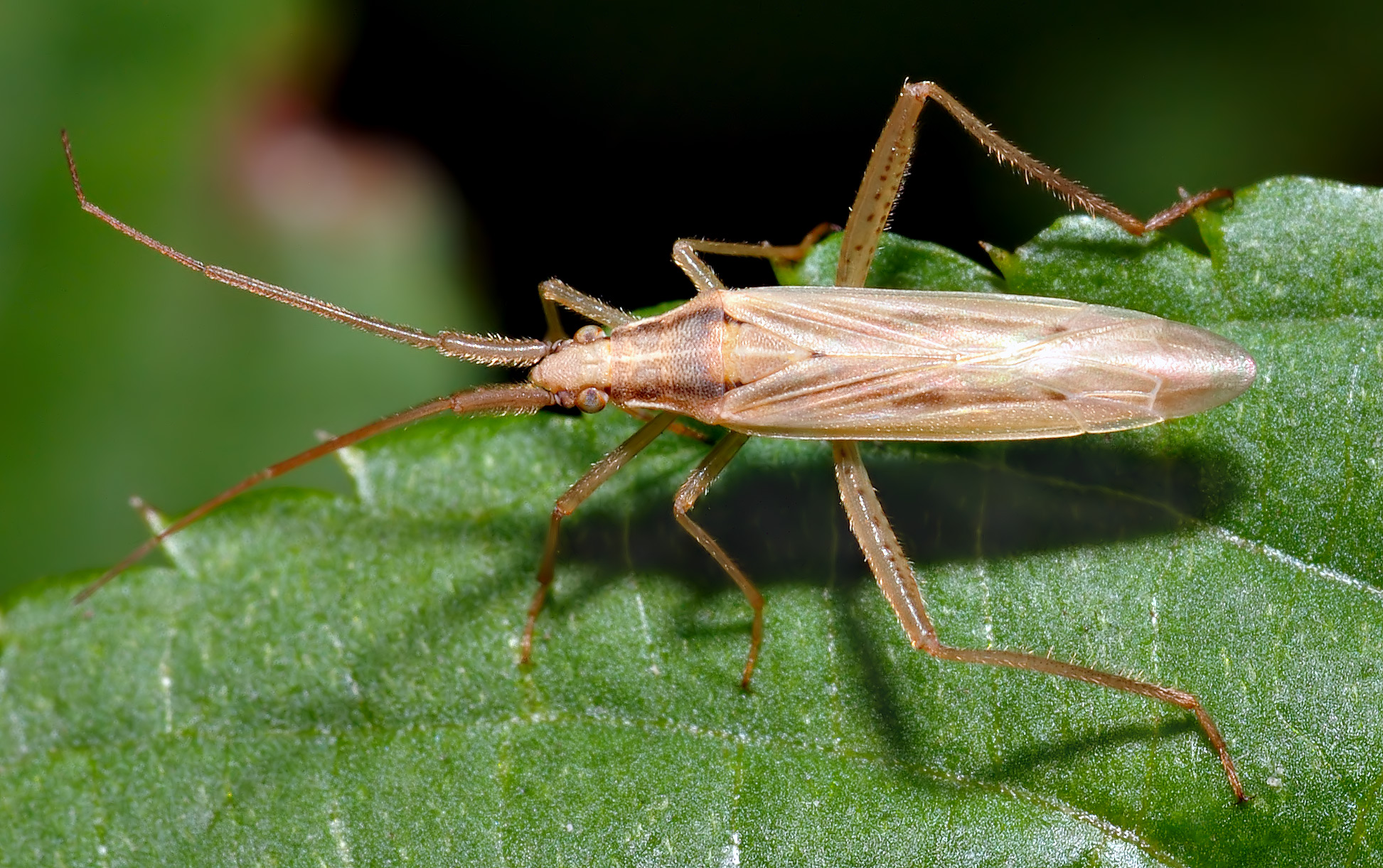
Die Weichwanze Stenodema laevigata

 Wanzen machen bei der Entwicklung vom Embryo zum erwachsenen Tier (Imago) meist fünf durch Häutungen getrennte Nymphenstadien ohne Puppenstadium durch. Damit sind Wanzen hemimetabol. Dabei werden die Nymphen dem ausgewachsenen Tier schrittweise immer ähnlicher.

## Systematik der Wanzen
Die Systematik der Wanzen ist noch nicht abgeschlossen. Früher teilte man die Wanzen nach ihrer Lebensweise in die Gruppen Hydrocorisae (Wasserwanzen), Amphibiocorisae (Wasserläufer) und Geocorisae (Landwanzen). Inzwischen unterscheidet man 23 Unterfamilien in den folgenden sieben Teilordnungen:
- Cimicomorpha
- Dipsocoromorpha
- Enicocephalomorpha
- Gerromorpha
- Leptopodomorpha
- Nepomorpha
- Pentatomomorpha

## Fossile Belege
Die ältesten Fossilien dieser Insektenordnung stammen aus dem Perm. Eine besonders reichhaltige Fauna lieferten Sedimente des Lias aus Mecklenburg sowie eozäner/oligozäner Baltischer Bernstein. Bei den in Bernstein eingeschlossenen Heteroptera handelt es sich zumeist um terrestrische Arten; es sind aber auch einige Formen aus den vorwiegend in Gewässern lebenden Teilordnungen Nepomorpha und Gerromorpha identifiziert worden. Teichläufer (Hydrometridae) wurden auch in oberkreidezeitlichem Burmit (etwa 100 Mio. Jahre) und etwas jüngerem (Cenomanium, 85 Mio. Jahre) französischem Bernstein gefunden.

## Wanzen als Schädlinge
Vor allem unter den Raubwanzen (Reduviidae) gibt es Überträger verschiedener Krankheiten, beispielsweise die Chagas-Krankheit, die unter anderem von Rhodnius-Arten übertragen wird. Zur Schadwirkung einiger Arten beim Menschen und ihrer Funktion als Krankheitsüberträger siehe Triatominae.
Einige wenige Wanzenarten können bei Massenauftreten Schäden an Kulturpflanzen anrichten. Zu den bekanntesten gehören der Spitzling (Aelia acuminata) an Getreide, die Beerenwanze (Dolycoris baccarum) an Beerenobst oder die Kohlwanze (Eurydema oleraceum) an Kohl.